# XVII Всемирный фестиваль молодёжи и студентов
XVII Всемирный фестиваль молодёжи и студентов — мероприятие, которое открылось 13 декабря 2010 года в столице ЮАР Претории и было организовано Всемирной федерацией демократической молодёжи. Фестиваль собрал 15 000 человек из почти 130 стран и прошёл под лозунгом «Победим империализм во имя мира, солидарности и социальных преобразований!». Это был второй раз, когда Всемирный фестиваль молодёжи и студентов проводился в Африке, до этого он проводился в Алжире в 2001 году.
Некоторые СМИ сообщили, что организаторы фестиваля изначально заявляли, что фестиваль будет стоить 370 миллионов рандов, но на самом деле фестиваль был организован Национальным агентством развития молодёжи (NYDA), чей годовой бюджет на тот момент составлял 370 миллионов рандов. Организаторы смогли обеспечить финансирование в размере 69 миллионов рандов, даже после подарка от Национальной лотереи Южной Африки в размере 40 миллионов рандов. Позже выяснилось, что истинная стоимость фестиваля составила около 100 миллионов рандов. В том числе 24,5 млн рандов на проезд и проживание, 29,9 млн рандов на питание и 9,4 млн рандов на развлечения. Первоначально делегатов планировалось разместить в Насреке в Йоханнесбурге и ежедневно доставлять к месту проведения фестиваля в Претории, в 80 км от него, но, учитывая нехватку средств, организаторы в конце концов уступили и разместили делегатов в Университете Тшване в Претории, сэкономив себе 100 миллионов рандов. Подарок Национальной лотереи вызвал бурю негодования в Южной Африке, а критики назвали фестиваль «вечеринкой» и «дорогим праздником».
Церемония открытия прошла на стадионе Мозес Морипе в Претории, и к делегатам обратился, в частности, тогдашний президент ЮАР Джейкоб Зума, чья речь была посвящена ценности образования как решения мировых проблем. По стадиону также прошла процессия делегаций в национальных костюмах, скандирующих и несущих плакаты и транспаранты. Некоторые из мероприятий включали дискуссионные группы на различные темы, вечерние концерты и групповые посещения памятников. Вёлся ежедневный информационный бюллетень фестиваля под названием «Новости фестиваля». Основная часть мероприятий проходила в Центре мероприятий Tshwane. Ежедневно проходило 19 сессий (семинары, мастер-классы и конференции).

## Инциденты
В один из дней заседание было прервано прибывшими на автобусах сотнями членов Народного конгресса, которые считали, что часть зала отведена для их собственной конференции. В конце концов они ушли. В течение первых трёх дней фестиваля поступали жалобы на неорганизованность, отсутствие общения и отсутствие еды. Некоторые кейтеринговые компании отказались подавать еду, заявив, что организаторы отказались оплачивать счета на миллионы рандов. Ряд видных ораторов не прибыли на мероприятие.